# Advances in Applied Mathematics
Advances in Applied Mathematics is een internationaal, aan collegiale toetsing onderworpen wetenschappelijk tijdschrift op het gebied van de toegepaste wiskunde.
De naam wordt in literatuurverwijzingen meestal afgekort tot Adv. Appl. Math.
Het wordt uitgegeven door Elsevier en verschijnt 8 keer per jaar.
Het eerste nummer verscheen in 1980.